# Lara Schulze
Lara Schulze (ur. 21 maja 2002) – niemiecka szachistka, mistrzyni międzynarodowa od 2021 roku.

## Kariera szachowa
Grała dla Niemiec na światowych olimpiadach szachowych juniorów do lat 16 w 2016 roku. Wygrała mistrzostwa Niemiec kobiet w Magdeburgu w 2022 roku.
Najwyższy ranking w dotychczasowej karierze osiągnęła 1 września 2019 roku, z wynikiem 2345 punktów.